# Jared Palmer
Jared Eiseley Palmer (* 2. Juli 1971 in New York City, New York) ist ein ehemaliger US-amerikanischer Tennisspieler. Er errang in seiner Karriere zwei Grand Slam-Siege im Herren-Doppel sowie zwei weitere im Mixed. Im Jahr 2000 war er Weltranglistenerster im Doppel.

## Leben
Palmer studierte an der Stanford University, für die er von 1989 bis 1991 im Rahmen der National Collegiate Athletic Association spielte und bereits im ersten Jahr den  All-American Collegiate Champion Titel errang. Nach dem Studienende begann er seine Profikarriere.
In seiner Laufbahn gewann er 28 Doppeltitel. Seine größten Erfolge waren die Siege 1995 bei den Australian Open sowie 2001 in Wimbledon. Zudem stand er im Doppelfinale von Wimbledon 1999 und bei den US Open 2001. Seine beiden Grand-Slam-Titel im Mixed errang er im Jahr 2000, mit Rennae Stubbs gewann er die Australian Open und mit Arantxa Sánchez Vicario die US Open.
Seinen einzigen Einzeltitel auf der ATP Tour errang er 1994 auf Sand bei den US Men’s Clay Court Championships in Pinehurst im gleichen Jahr stand er im Finale des Turniers in Toulouse, in welchem er Magnus Larsson unterlag. In diesem Jahr erreichte er mit Position 35 auch seine beste Einzelplatzierung in der Tennis-Weltrangliste. Zu seinen erfolgreichsten Turnieren auf der ATP Tour in der Doppelkonkurrenz gehören Doha, welches er zweimal gewinnen konnte, sowie das Turnier in Nottingham, welches er 2001 gewann und in den beiden folgenden Jahren jeweils im Finale stand. Seine meisten Doppeltitel errang er an der Seite von Donald Johnson und Richey Reneberg.
Palmer spielte zwischen 1994 und 2001 für die US-amerikanische Davis-Cup-Mannschaft. Er kam dabei auf zwei Siege bei vier Niederlagen im Doppelbewerb. 1995 hatte er seinen einzigen Einsatz im Einzel, beim 5:0 gegen Italien gewann er gegen Renzo Furlan.

## Erfolge
| Legende (Anzahl der Siege)        |
| Grand Slam (2)                    |
| Grand Slam Cup Tennis Masters Cup |
| ATP Masters Series (1)            |
| ATP International Series Gold (6) |
| ATP International Series (20)     |
| ATP Challenger Series (11)        |

| Titel nach Belag |
| Hartplatz (20)   |
| Sand (4)         |
| Rasen (2)        |
| Teppich (3)      |

### Einzel

#### Turniersiege

##### ATP Tour
| Nr. | Datum       | Turnier   | Belag | Finalgegner | Ergebnis  |
| --- | ----------- | --------- | ----- | ----------- | --------- |
| 1.  | 2. Mai 1995 | Pinehurst | Sand  | Todd Martin | 6:4, 7:65 |

##### Challenger Tour
| Nr. | Datum              | Turnier   | Belag     | Finalgegner      | Ergebnis |
| --- | ------------------ | --------- | --------- | ---------------- | -------- |
| 1.  | 21. September 1992 | Fairfield | Hartplatz | Alex O’Brien     | 7:6, 6:2 |
| 2.  | 19. Oktober 1998   | Eckental  | Teppich   | Wolfgang Schranz | 7:6, 6:2 |

#### Finalteilnahmen
| Nr. | Datum           | Turnier  | Belag     | Finalgegner    | Ergebnis |
| --- | --------------- | -------- | --------- | -------------- | -------- |
| 1.  | 3. Oktober 1994 | Toulouse | Hartplatz | Magnus Larsson | 1:6, 3:6 |

### Doppel

#### Turniersiege

##### ATP Tour
| Nr. | Datum              | Turnier          | Belag         | Partner         | Finalgegner                          | Ergebnis           |
| --- | ------------------ | ---------------- | ------------- | --------------- | ------------------------------------ | ------------------ |
| 1.  | 5. Januar 1992     | Wellington       | Hartplatz     | Jonathan Stark  | Michiel Schapers Daniel Vacek        | 6:3, 6:3           |
| 2.  | 20. Juli 1992      | Washington       | Hartplatz     | Bret Garnett    | Ken Flach Todd Witsken               | 6:2, 6:3           |
| 3.  | 17. Januar 1994    | Auckland         | Hartplatz     | Patrick McEnroe | Grant Connell Patrick Galbraith      | 6:2, 4:6, 6:4      |
| 4.  | 7. Februar 1994    | San José         | Hartplatz (i) | Rick Leach      | Byron Black Jonathan Stark           | 4:6, 6:4, 6:4      |
| 5.  | 2. Mai 1994        | Atlanta          | Sand          | Richey Reneberg | Francisco Montana Jim Pugh           | 4:6, 7:6, 6:4      |
| 6.  | 3. Oktober 1994    | Basel            | Hartplatz (i) | Patrick McEnroe | Lan Bale John-Laffnie de Jager       | 6:3, 7:6           |
| 7.  | 30. Januar 1995    | Australian Open  | Hartplatz     | Richey Reneberg | Mark Knowles Daniel Nestor           | 6:3, 3:6, 6:3, 6:2 |
| 8.  | 20. Februar 1995   | Memphis          | Hartplatz     | Richey Reneberg | Tommy Ho Brett Steven                | 4:6, 7:6, 6:1      |
| 9.  | 16. Oktober 1995   | Tel Aviv         | Hartplatz     | Jim Grabb       | Kent Kinnear David Wheaton           | 6:4, 7:5           |
| 10. | 13. November 1995  | Moskau           | Teppich (i)   | Byron Black     | Tommy Ho Brett Steven                | 6:4, 3:6, 6:3      |
| 11. | 16. November 1998  | Moskau           | Teppich (i)   | Jeff Tarango    | Jewgeni Kafelnikow Daniel Vacek      | 6:4, 6:7, 6:2      |
| 12. | 11. Januar 1999    | Doha             | Hartplatz     | Alex O’Brien    | Piet Norval Kevin Ullyett            | 6:3, 6:4           |
| 13. | 23. August 1999    | Indianapolis     | Hartplatz     | Paul Haarhuis   | Olivier Delaître Leander Paes        | 6:3, 6:4           |
| 14. | 13. März 2000      | Scottsdale       | Hartplatz     | Richey Reneberg | Patrick Galbraith David Macpherson   | 6:3, 7:5           |
| 15. | 20. März 2000      | Indian Wells     | Hartplatz     | Alex O’Brien    | Paul Haarhuis Sandon Stolle          | 6:4, 7:6           |
| 16. | 21. August 2000    | Washington, D.C. | Hartplatz     | Alex O’Brien    | Andre Agassi Sargis Sargsian         | 7:5, 6:1           |
| 17. | 12. März 2001      | Scottsdale       | Hartplatz     | Donald Johnson  | Marcelo Ríos Sjeng Schalken          | 7:6, 6:2           |
| 18. | 30. April 2001     | Barcelona        | Sand          | Donald Johnson  | Tommy Robredo Fernando Vicente       | 2:6, 6:3, 7:6      |
| 19. | 7. Mai 2001        | Mallorca         | Sand          | Donald Johnson  | Feliciano López Francisco Roig       | 7:5, 6:3           |
| 20. | 25. Juni 2001      | Nottingham       | Rasen         | Donald Johnson  | Paul Hanley Andrew Kratzmann         | 6:4, 6:2           |
| 21. | 9. Juli 2001       | Wimbledon        | Rasen         | Donald Johnson  | Jiří Novák David Rikl                | 6:4, 4:6, 6:3, 7:6 |
| 22. | 29. Oktober 2001   | Stockholm        | Hartplatz (i) | Donald Johnson  | Jonas Björkman Todd Woodbridge       | 6:3, 4:6, 6:3      |
| 23. | 7. Januar 2002     | Doha             | Hartplatz     | Donald Johnson  | Jiří Novák David Rikl                | 6:3, 7:65          |
| 24. | 14. Januar 2002    | Sydney           | Hartplatz     | Donald Johnson  | Joshua Eagle Sandon Stolle           | 6:4, 6:4           |
| 25. | 27. Oktober 2002   | St. Petersburg   | Hartplatz (i) | David Adams     | Irakli Labadse Marat Safin           | 7:6, 6:3           |
| 26. | 9. Februar 2004    | Mailand          | Teppich (i)   | Pavel Vízner    | Daniele Bracciali Giorgio Galimberti | 6:4, 6:4           |
| 27. | 27. September 2004 | Shanghai         | Hartplatz     | Pavel Vízner    | Rick Leach Brian MacPhie             | 4:6, 7:6, 7:6      |
| 28. | 4. Oktober 2004    | Tokio            | Hartplatz     | Pavel Vízner    | Jiří Novák Petr Pála                 | 5:1 Aufgabe        |

##### Challenger Tour
| Nr. | Datum              | Turnier           | Belag     | Partner              | Finalgegner                      | Ergebnis      |
| --- | ------------------ | ----------------- | --------- | -------------------- | -------------------------------- | ------------- |
| 1.  | 21. September 1992 | Fairfield (1)     | Hartplatz | Jim Pugh             | Steve DeVries Ted Scherman       | 6:4, 7:6      |
| 2.  | 12. Oktober 1992   | Ponte Vedra Beach | Hartplatz | Jim Pugh             | Nicolás Pereira Daniel Vacek     | 1:6, 6:3, 6:2 |
| 3.  | 20. September 1993 | Fairfield (2)     | Hartplatz | Alex O’Brien         | Matt Lucena Brian MacPhie        | 6:3, 7:5      |
| 4.  | 6. Dezember 1993   | Bermuda           | Sand      | Mark Knowles         | Nicolás Pereira Maurice Ruah     | 6:1, 6:3      |
| 5.  | 18. März 1996      | Agadir            | Sand      | Christo van Rensburg | Patrik Fredriksson Magnus Norman | 3:6, 6:3, 6:2 |
| 6.  | 5. Mai 1997        | Bratislava        | Sand      | Christo van Rensburg | Juan Balcells Devin Bowen        | 4:6, 6:3, 7:5 |
| 7.  | 17. August 1998    | Bronx             | Hartplatz | Takao Suzuki         | Ota Fukárek Gabriel Trifu        | 6:1, 6:2      |
| 8.  | 21. September 1998 | Urbana            | Hartplatz | Jonathan Stark       | Doug Flach Mark Merklein         | 6:4, 7:6      |
| 9.  | 28. September 1998 | Dallas            | Hartplatz | Jonathan Stark       | Michael Hill Scott Humphries     | 6:3, 6:4      |

#### Finalteilnahmen
| Nr. | Datum              | Turnier        | Belag         | Partner         | Finalgegner                    | Ergebnis              |
| --- | ------------------ | -------------- | ------------- | --------------- | ------------------------------ | --------------------- |
| 1.  | 4. Mai 1992        | Charlotte      | Sand          | Bret Garnett    | Steve DeVries David Macpherson | 4:6, 6:7              |
| 2.  | 17. August 1992    | New Haven      | Hartplatz     | Patrick McEnroe | Kelly Jones Rick Leach         | 5:7, 6:4, 5:7         |
| 3.  | 9. November 1992   | Antwerpen      | Teppich       | Patrick McEnroe | John Fitzgerald Anders Järryd  | 2:6, 2:6              |
| 4.  | 26. April 1993     | Atlanta (1)    | Sand          | Todd Martin     | Paul Annacone Richey Reneberg  | 4:6, 6:7              |
| 5.  | 3. Mai 1993        | Tampa          | Sand          | Kelly Jones     | Todd Martin Derrick Rostagno   | 6:3, 6:7, 3:6, 3:6    |
| 6.  | 7. Februar 1994    | Memphis        | Hartplatz     | Jim Grabb       | Byron Black Jonathan Stark     | 6:7, 4:6              |
| 7.  | 14. Februar 1994   | Philadelphia   | Teppich       | Jim Grabb       | Jacco Eltingh Paul Haarhuis    | 3:6, 4:6              |
| 8.  | 7. März 1994       | Miami (1)      | Hartplatz     | Mark Knowles    | Jacco Eltingh Paul Haarhuis    | 6:75, 6:74            |
| 9.  | 2. Mai 1994        | Pinehurst      | Hartplatz (i) | Richey Reneberg | Todd Woodbridge Mark Woodforde | 2:6, 6:3, 3:6         |
| 10. | 25. Juli 1994      | Kanada Masters | Hartplatz     | Patrick McEnroe | Byron Black Jonathan Stark     | 4:6, 4:6              |
| 11. | 3. Oktober 1994    | Toulouse       | Hartplatz     | Patrick McEnroe | Menno Oosting Daniel Vacek     | 6:7, 7:6, 3:6         |
| 12. | 1. Mai 1995        | Atlanta (2)    | Sand          | Richey Reneberg | Sergio Casal Emilio Sánchez    | 7:6, 3:6, 6:7         |
| 13. | 9. Mai 1999        | Hamburg        | Sand          | Paul Haarhuis   | Wayne Arthurs Andrew Kratzmann | 6:2, 6:75, 2:6        |
| 14. | 13. Juni 1999      | Halle          | Rasen         | Paul Haarhuis   | Jonas Björkman Patrick Rafter  | 3:6, 5:7              |
| 15. | 4. Juli 1999       | Wimbledon      | Rasen         | Paul Haarhuis   | Mahesh Bhupathi Leander Paes   | 7:610, 3:6, 4:6, 6:74 |
| 16. | 7. November 1999   | Paris          | Teppich (i)   | Paul Haarhuis   | Sébastien Lareau Alex O’Brien  | 6:77, 5:7             |
| 17. | 9. Januar 2000     | Doha           | Hartplatz     | Alex O’Brien    | Mark Knowles Maks Mirny        | 3:6, 4:6              |
| 18. | 6. August 2001     | Montreal       | Hartplatz     | Donald Johnson  | Jiří Novák David Rikl          | 6:4, 3:6, 6:3         |
| 19. | 10. September 2001 | US Open        | Hartplatz     | Donald Johnson  | Wayne Black Kevin Ullyett      | 7:6, 2:6, 6:3         |
| 20. | 1. April 2002      | Miami (2)      | Hartplatz     | Donald Johnson  | Mark Knowles Daniel Nestor     | 4:6, 7:6, 6:2         |
| 21. | 24. Juni 2002      | Nottingham (1) | Rasen         | Donald Johnson  | Mike Bryan Mark Knowles        | 0:6, 7:6, 6:4         |
| 22. | 4. Mai 2003        | München        | Sand          | Joshua Eagle    | Wayne Black Kevin Ullyett      | 3:6, 5:7              |
| 23. | 22. Juni 2003      | Nottingham (2) | Rasen         | Joshua Eagle    | Bob Bryan Mike Bryan           | 6:73, 6:4, 6:74       |